# Ron Kauk
Ron Kauk (ur. 23 września 1957 w Redwood City) – amerykański wspinacz, związany z Camp 4 w Yosemite Valley.
W 1975 przeszedł drogę Astroman, a w 1978 Separate Reality, ówcześnie najtrudniejszą drogę w dolinie, a także bulder Midnight Lightning (V8), będący najbardziej znanym baldem na świecie. Po pobycie w Europie zmienił swoje podejście do wspinania sportowego – zaczął obijać drogi. W 1997 poprowadził najtrudniejszą drogę w dolinie, uważaną także za najtrudniejszą rysę świata – Magic Line wycenioną na 5.14b.
Jest bohaterem serii filmów „Masters of Stone”, a także kaskaderem z Mission: Impossible.